# THE HUSKY
THE HUSKY（ザ・ハスキー）は、日本のロックバンド。

## 略歴
- 2007年10月、ボーカルの前田由紀(ex.Whiteberry)とドラムスのLEVIN(ex.La'cryma Christi)、ギターの宮路ヤスアキ、ベースの中村すなおの4名で結成。
- 2007年12月、渋谷AXで行われた「BACKOUT NIGHT TOKYO 07-08」に土屋アンナやMONORAL、BREAKERZらと共に出演。
- 2008年4月、ワンマンライブ「First contact」を渋谷ギルティーで行う。4月23日には、1stミニアルバム『Husky』をリリース。
- 2008年5月、渋谷チェルシーホテルで行われた「CQA大作戦」に出演。また、同月渋谷O-EASTで行われた「Janne Da Arc shuji Presents MIX JUICE」に相川七瀬や影山ヒロノブ、FUZZY CONTROLらと共に出演。
- 2008年6月、ワンマンライブ「SPY THE HUSKY」を大阪MUSE、渋谷O-EASTで行う。
- 2008年10月、渋谷O-Crestで行われた「Autumn Sound Splash」にアフロマニアやTHE PINK☆PANDA、Hearts Growらと共に出演。同月、渋谷ギルティーで、2ndミニアルバム『Borderline』の先行発売記念ワンマンライブを行う。
- 2008年11月、2ndミニアルバム『Borderline』をリリース。同月、同作品のレコ発記念ライブを難波ROCKETS、渋谷BOXXで行う。
- 2008年12月、ギターの宮路ヤスアキとベースの中村すなおが脱退し、メンバーが2人となる。
- 2009年1月、ベースの清が加入し、メンバーが3人となる。
- 2009年2月、シギ、the generous、PERSONZ、高橋瞳らと共に「フリージアとショコラ @WEST」に出演。
- 2009年3月、「jack in the box '09 #2」に出演。
- 2011年、ボーカルの前田由紀がブログで脱退を発表。

現在は活動を休止している。

## メンバー

### 現メンバー
- LEVIN（ドラムス）

6月3日生まれ。血液型B型。大阪府出身。
La'cryma Christiの元メンバー。
- 清（ベース）

10月31日生まれ。血液型B型。大阪府出身。
B'zのサポートベーシスト

### 元メンバー
- 宮路ヤスアキ（ギター）

9月28日生まれ。血液型A型。大阪府出身。
- 中村すなお（ベース）

10月9日生まれ。血液型A型。
- 前田由紀（ヴォーカル）

10月12日生まれ。血液型A型。北海道出身。
Whiteberryの元メンバー。

### サポートメンバー
- TAIZO（ギター）

## ディスコグラフィ

### ミニアルバム
- 1st『Husky』（2008年4月23日）

1. ストーリー
2. ひとりぼっち
3. not control
4. 土
5. 意味
6. ぬくもり

- 2nd『Borderline』（2008年11月5日）

1. Borderline
2. カラーの世界
3. アイ　ドン　ノー
4. 部屋
5. サイン
6. 330

### アルバム
- 『3』（2010年3月3日）

1. 青の世界
2. なんのことやら
3. 僕の言葉
4. とうきょう
5. 生きたまま、そのまま
6. うそ泣き
7. うもれゆけ
8. こころふたつ
9. 心の海
10. 鏡